# AiRUnion

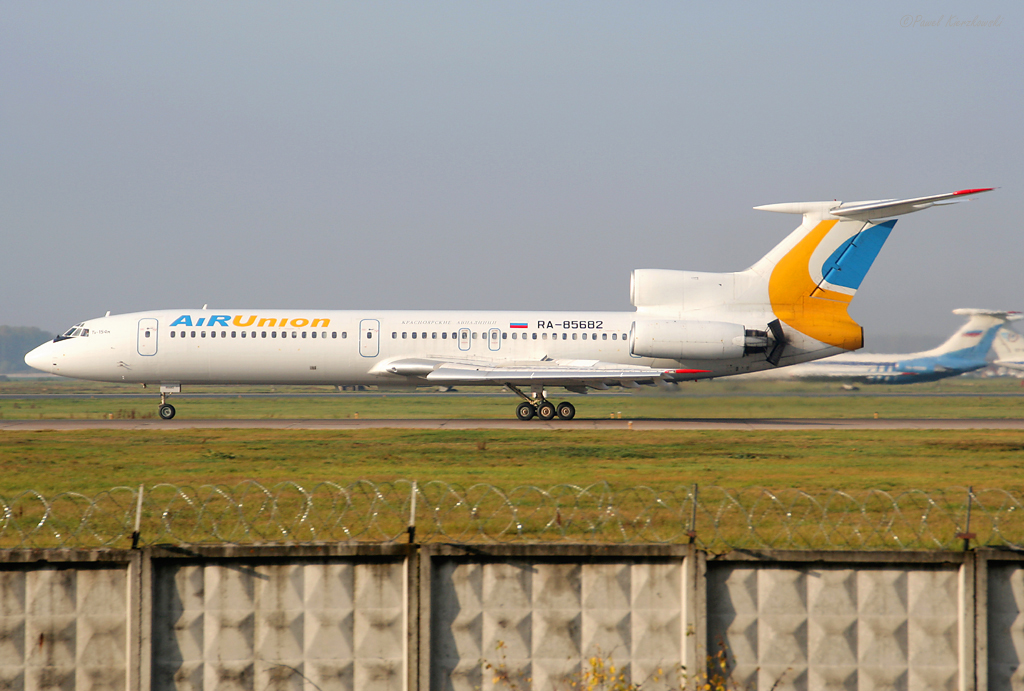
Tupolev Tu-154 linii KrasAir w barwach AiRUnion

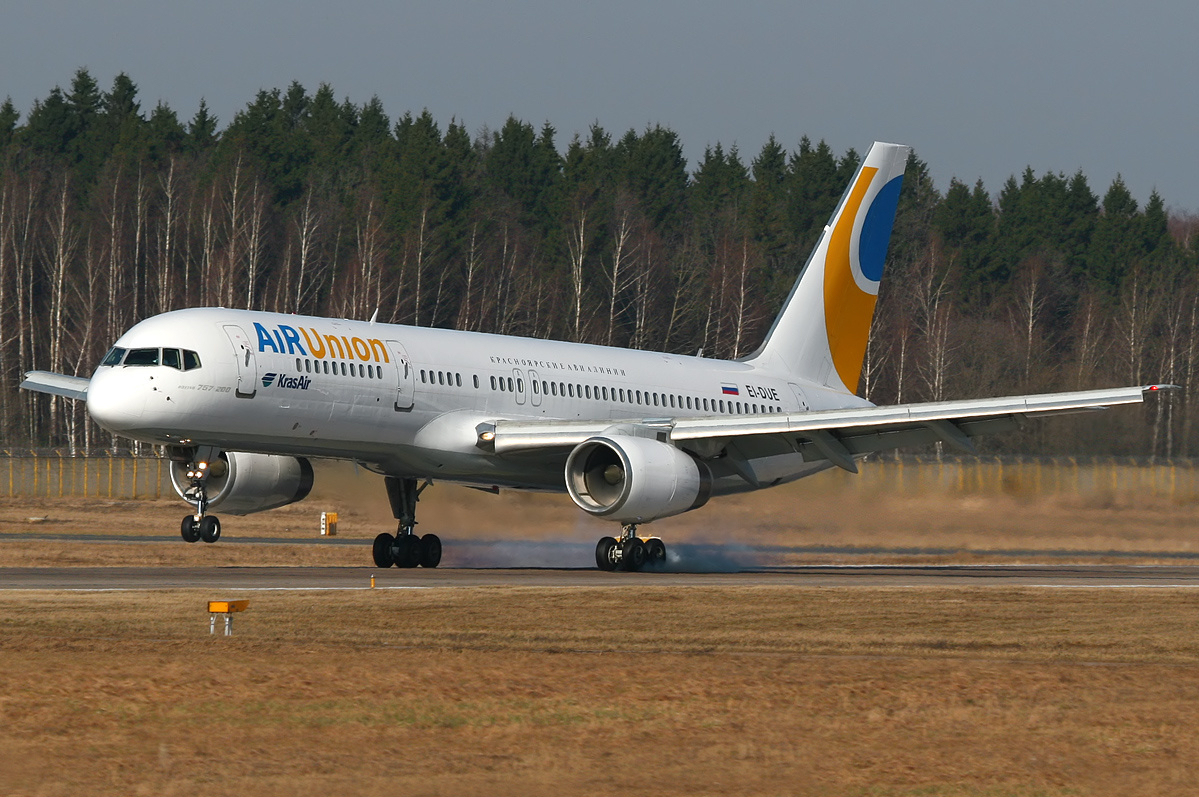
Boeing 757-200 linii KrasAir w barwach AiRUnion

AiRUnion – były sojusz rosyjskich linii lotniczych powstały w 2005 roku. Był pierwszym takim sojuszem linii lotniczych w Rosji. Linie lotnicze należące do sojuszu skupiły główny nacisk, na wspólnych biletach, połączeniach Codeshare, redukcję kosztów operacji lotniczych oraz na wymianę najlepszych praktyk. Samoloty AiRUnion latały do 134 portów lotniczych w 13 państwach. Flota linii lotniczych należących do AiRUnion wynosiła 100 samolotów.
Sojusz AiRUnion zbankrutował. Z udziałem rosyjskiego rządu trwają prace nad nowym rosyjskim sojuszem lotniczym pod nazwą Rossiyskie Avialinii

## Członkowie sojuszu
- Domodedovo Airlines
- KrasAir
- Omskavia
- Samara Airlines
- Sibaviatrans